# 1956年メルボルンオリンピックのスウェーデン選手団
1956年メルボルンオリンピックのスウェーデン選手団（1956ねんメルボルンオリンピックのスウェーデンせんしゅだん）は、1956年11月22日から12月8日にかけてオーストラリアのメルボルンで開催された1956年メルボルンオリンピックのスウェーデン選手団、およびその競技結果。

## 概要
今大会は金メダル8個、銀メダル5個、銅メダル6個の合計19個のメダルを獲得した。

## メダル
| メダル | 選手名               | 競技 | 種目         |
| ------ | -------------------- | ---- | ------------ |
| 銅     | ヨーン・リュングレン | 陸上 | 男子50km競歩 |